# XPointer
XML Pointer Language (або XPointer) — розширювана специфікація, що визначає способи адресації структурних елементів і фрагментів документів у форматі XML.
Специфікація XPointer включає декілька частин: опис базових правил або каркаса (framework), що служить основою для різних схем адресації фрагментів XML-документів, і, власне, опису цих схем. В наш час[коли?] існують три таких схеми: element(), xmlns() і xpointer(), призначені для пошуку елементів за їхнім розташуванням, на основі простору імен і за допомогою мови XPath, відповідно.
Схема xpointer(), яка заснована на XML Path Language (XPath) забезпечує гнучку адресацію внутрішніх структур XML документів. Вона підтримує проглядання-обхід дерева документа і вибір його внутрішніх частин, заснований на різних властивостях, таких, як типи елементів, значення атрибутів, характер контента і рівень спорідненості.
Технології, що складають XPointer, підпадають під дію патентів, що належать Sun Microsystems.